# Querévalo
Querévalo es un corregimiento del distrito de Alanje en la provincia de Chiriquí, República de Panamá. Está ubicada a ambos márgenes del río Chico o Piedra. La localidad tiene 1.751 habitantes (2010).

## División administrativa
Conformado por varios lugares poblados, tales como Querévalo (cabecera del corregimiento), Orilla del Río, Calabazal, La Berlina y La Lora.

## Etimología
Se atribuye el nombre de Querévalo al Cacique de un pueblo indígena que existió en el área. Según el censo del año 2000, cuenta con 1536 habitantes, de los cuales 788 viven en Querévalo (cabecera del correginiento).

## Economía local
Las principales actividades económicas del lugar son la agricultura y la ganadería, estando estas segmentadas de acuerdo a la ubicación del territorio (margen izquierdo o derecho del Río Chico).

## Equipamientos
Dentro del corregimiento existen 2 escuelas primarias, una de las cuales está ubicada en Querévalo (cabecera) y la otra en Orilla del Río, una corregiduría, 2 Puestos de Salud Públicas, entre otras infraestructuras. El sistema de agua potable está basado en pozos de profundidad, los cuales son administrados por los residentes del corregimiento a través de Comités de Salud.

## Coordenadas
- Latitud: 8.3666667 N
- Longitud: -82.516667

## Otros datos
- UFI: -169357
- UNI: -260170
- UTM: LK32
- JOG: NC17-13